# Perth (Nueva York)
Perth es un pueblo ubicado en el condado de Fulton en el estado estadounidense de Nueva York. En el año 2000 tenía una población de 3.638 habitantes y una densidad poblacional de 53.9 personas por km².

## Geografía
Perth se encuentra ubicado en las coordenadas 43°0′19″N 74°10′47″O / 43.00528, -74.17972.

## Demografía
Según la Oficina del Censo en 2000 los ingresos medios por hogar en la localidad eran de $39,932, y los ingresos medios por familia eran $46,181. Los hombres tenían unos ingresos medios de $30,032 frente a los $23,750 para las mujeres. La renta per cápita para la localidad era de $16,870. Alrededor del 6.1% de la población estaban por debajo del umbral de pobreza.